# Metacatharsius pusio
Metacatharsius pusio är en skalbaggsart som beskrevs av Hermann Julius Kolbe 1908. Metacatharsius pusio ingår i släktet Metacatharsius och familjen bladhorningar. Inga underarter finns listade i Catalogue of Life.